# Siniša Alebić
Siniša Alebić (Spalato, 24 settembre 1969) è un ex giocatore di calcio a 5 croato.

## Carriera
Come massimo riconoscimento in carriera vanta la partecipazione al FIFA Futsal World Championship 2000 in cui la nazionale croata – al debutto nella competizione – è stata eliminata nel girone del secondo turno comprendente Spagna, Portogallo e Paesi Bassi. Conclusa la rassegna iridata, Alebić si è trasferito negli Stati Uniti per militare nella MISL II nordamericana, in cui ha giocato gli ultimi anni della carriera.